# Канал Д
Канал Д је прва српска дечја телевизија. Емитовала је програм на територији Београдa на 44 УХФ, 45 УХФ и 55 УХФ каналу, подручју Војводине на 47 УХФ каналу и Централне Србије на 44 УХФ каналу, као и путем кабловских оператера, сателитске платформе Еутслата и интернета. Канал Д је основан 24. фебруара 2002. године, од стране Драгана Живковића. Седиште студија је у Београду. Овај програм био је намењен деци до 12 година.
Током 2012. године ТВ Канал Д престаје са дистрибуцијом свог програма преко Еутелсата, после чега се губи у понудама свих кабловских мрежа. Након овога овај канал своје емитовање наставља искључиво посредством Телеком Србија ИПТВ платформе, где се налазио на позицији 517.
Дана 1. децембра 2013. године, Канал Д престаје са емитовањем програма.
Крајем фебруара 2019. године, Регулаторно тело за електронске медије издало је лиценцу Каналу Д за поновно емитовање програма, међутим 2021. је одлучено да ипак неће емитовати програм.

## Програм

### Анимиране серије
- Хауди Гауди
- Модерне приче
- Гице командоси
- Змајева крила
- Змајева кугла
- Змајева кугла генерација Цет
- Дигимони
- Мајстор Боб
- Смешарики
- Седрик
- Хамос, зелена кочија
- Чаробница и трг питалица
- Ветар у врбама
- Весељко и Точкаоливићи
- Плава легенда
- Ајанг
- Господин Сима и Џиги Џиги
- Фудбалске пустоловине
- Нови свет Гнома
- Зиг и Заг
- Хуго и Егон
- Мачак Били
- Бејблејд (сезона 1)
- Старла и јахачи драгуља
- Медаботи
- Чаробни аутобус
- Мали Амадеус
- Томбик и Биби
- 1001 Америка
- Фантађира
- Јоланда, кћи црног гусара
- Завера Розвел: Ванземаљци, митови и легенде
- Пајкани из Пајканграда
- Чупко
- Воћкице
- Јоца и чаробна лампа
- Кумба
- Ласети
- Легенда о змају
- Силван
- Папирус
- Набуко
- Нанук
- Макс и Моли
- Небески сурфери
- Рестол
- Седрик
- Кошаркашка грозница
- Пимпа, нове авантуре
- Тео
- Тао
- Леонардо
- Баскенска дружина
- Чекајучи Божић
- Рестло
- Томбик и Б. Б.
- Весељко и Точкаоливићи
- Рото Бото
- Авантуре гусенице Карлоса
- Ози Бу
  - Ози Бу: Спасимо планету
- Весела фарма
- Одибонове авантуре
- Бака Брикс
- Веселе авантуре
- Бобин и Рози
- Боно
- Спајдермен и његови задивљујући пријатељи
- Улица Сезам
- Подкетс
- Чуњићи
- Супер Марио браћа 3

### Анимиране филмове
- Нануков велики лов
- Кришна
- Кришна - Крадљивац бутера
- О Богу Ганешу 1
- О Богу Ганешу 2
- Невидљиви човек

### Цртани филмови
- Морнар Попај
- Шашава дружина
- Сречне мелодије
- Супермен
- Супер миш
- Нова три спадала
- Господин свирач
- Скурен сонгс
- Мел-О-Тунс
- Чили Вили
- Пера Детлић
- Мала Лулу
- Бети Буп
- Том и Џери
- Паја Патак
- Хенки и Сперки
- Новелтунс
- Гамби
- Габи
- Коки
- итд.

### Игране серије
- 100 добрих дела Едија Макдауда
- Племе
- Хорације и Тина
- Едџемонт
- Мајк и Анђело
- Леона Лавље срце
- Ауронци
- Хало Спенсер
- Боно, добра кућа
- У црном белом свету: Чарли Чаплин
- Добро вече, децо
- Добро јутро андреј
- Вуканов свет
- Убилачки Инстинкт
- Откачени клинци
- Бумеранг
- Мајк и Анђео
- Едгемонт
- Опчињени

### Документарне емисије
- Сафари
- Омиљене животиње
- Чудесне животиње
- Научне тајне
- Доктор Пингвиновић
- Енциклопедија Животиња
- Свет цртања Бруса Блица
- Модерне приче
- Портрети животиња
- Слатки и умиљати
- Преко границе разума
- Откачени клинци
- Приче о животињама
- Кад порастем бићу
- Јесте ли се икад запитали
- Путослик
- Велике мисли
- Вицеви
- Градови света
- Манастир поред дунава
- Водене авантуре
- Историја за децу
- Корално острво
- Приче о животињама
- Рађење светлости
- Места у историји
- Макс Ку
- Стефан Миленковић
- Животињски атлас
- Природа

### Дечије емисије
- Бум трас
- Спорт трас
- Могу и ја
- Из публике
- Игор Мађионичар
- До-ре-ми
- Тоиланд
- Гили гили шоу
- Варјачица
- Кловн Смехуљко
- Снима се
- Филмске звезде
- Извиђаћи
- Слике из детинства
- Добрица ерић деци
- Гост канала д
- Танграм
- Приче из магичне шуме
- Мала школа плеса
- Упијач
- Зашто(?)
- Нестрпљиви снови
- Крила витеза
- Све играче света
- Бумеранг
- Питамо вас мама и ја
- Крила
- Циркус
- Микс
- Целокупа
- Слике из детињства
- Саниграрије
- Канал Д из публике
- Заврзламе
- Саниграрије
- Фудбалске легенде
- Научне тајне
- Дечија клиника
- Недељко Попадић и дугари
- Њушкалице
- Фудбалски макси клинци
- Личносз
- Моја идеја
- Све је скренуло
- Улицама кружим

### Музичке емисије
- Хитић д
- Недовољиви
- Музичка разгледница
- Канал деов музички видео микс
- Музички сат

### Дечији квизови
- 5 плус поклони
- Бум
- Земња играчка

## Особље

#### Продуценти
- Сандра Гагић
- Снежана Боројевић
- Бранка Ђорђевић Вукановић
- Горан Радивојевић
- Ивана Благојевић
- Ивана Радисављевић
- Јелена Јовановић
- Матија Јовановић
- Ранко Горановић
- Наташа Гачић
- Наташа Черковић
- Никола Марковић